# Jean-Luc Thiébaut
Jean-Luc Thiébaut, né le 29 décembre 1960 à Metz, est un ancien joueur français de handball. International aux 144 sélections, il évoluait au poste de gardien de but, et est connu pour avoir entre autres fait partie de l'équipe de France médaillée de bronze aux Jeux olympiques 1992.

## Biographie
Jean-Luc Thiébaut commence le handball à Montigny-lès-Metz en 1969, puis signe au Stade messin étudiants club en 1977. Départ en région parisienne au PUC en 1979 puis à Stella Sports Saint-Maur en 1981 avant de reposer ses valises en Moselle. « Je suis revenu au SMEC en 1984 pendant la période la plus faste du club. Avec peu de moyens, nous arrivions à chaque fois à des places d’honneurs au prix de nombreux sacrifices physiques. Mais le jeu en valait la chandelle. ». En 1991, à la suite de la relégation du SMEC, Jean-Luc Thiébaut rejoint l'Union sportive d'Ivry handball, grosse écurie du handball français. Trois années qui l’amèneront à un titre honorifique de vice-champion de France en 1993 et une belle quatrième place en 1994. Jean-Luc Thiébaut décide alors de mettre un terme à sa carrière internationale cette année-là et retrouve une nouvelle fois le SMEC.
Il est depuis professeur de sport dans un lycée de Metz, et a deux enfants : Benoit et Clément.

## Palmarès

### Équipe de France
- Médaillé d'argent aux Jeux méditerranéens de 1987 à Lattaquié,  Syrie
- Médaille de bronze aux Jeux olympiques d'été de 1992 à Barcelone,  Espagne
- Médaille d'argent au Championnat du monde 1993,  Suède

### Distinctions individuelles
- Élu meilleur gardien de but du Championnat de France en 1989